# Национална система за ранно предупреждение и оповестяване
Национална система за ранно предупреждение и оповестяване (съкр. НСРПО) е система за ранно предупреждение и оповестяване при бедствия и въздушна опасност.
Националната система за ранно предупреждение и оповестяване се състои от:
1. система за ранно предупреждение и оповестяване на органите на изпълнителната власт и на съставните части на Единната спасителна система;
2. система за ранно предупреждение и оповестяване на населението.

Националната система за ранно предупреждение и оповестяване осигурява:
1. устойчива връзка за обмен на информация и координиране действията на органите на изпълнителната власт и съставните части на Единната спасителна система в случай на предстоящо или възникнало бедствие или въздушна опасност;
2. предупреждение и информиране на населението за предстоящо или възникнало бедствие или въздушна опасност, за динамиката в неговото развитие, за мерките за неговото ограничаване и овладяване и за необходимото поведение и действия на гражданите.